# Lappeenranta

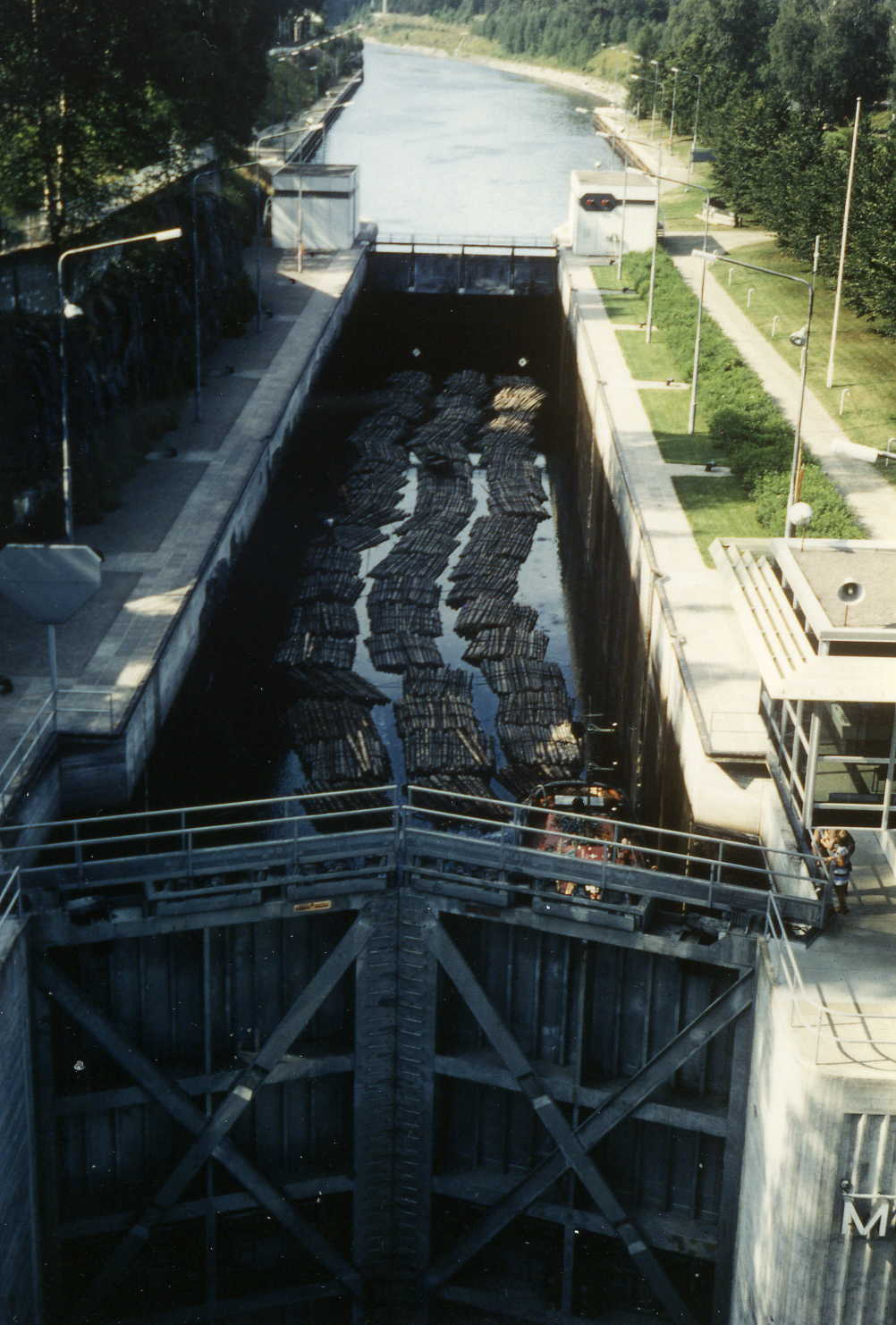
Saimaa-Kanal bei Lappeenranta

Lappeenranta [ˈlɑpːɛːnrɑntɑ] (schwed. Villmanstrand) ist eine Stadt in der Landschaft Südkarelien in Finnland mit 72.650 Einwohnern (Stand: 31. Dezember 2022).

## Geographie
In Lappeenranta mündet der 1845–1856 gebaute Saimaa-Kanal, der den See Saimaa mit der Ostsee bei Wyborg in Russland verbindet, in die Finnische Seenplatte. Die Nähe zur russischen Grenze wird besonders durch die hohe Anzahl russischer Touristen deutlich. Seit Ausbruch des Ukraine-Kriegs ist der Tourismus aus Russland allerdings praktisch zum Erliegen gekommen.
Entfernungen zu anderen Städten:
| Stadt          | Entfernung | Himmelsrichtung |
| -------------- | ---------- | --------------- |
| Hämeenlinna    | 156 km     | W               |
| Helsinki       | 221 km     | WSW             |
| Jyväskylä      | 222 km     | NW              |
| Oulu           | 548 km     | NNW             |
| St. Petersburg | 230 km     | SO              |
| Tampere        | 274 km     | WNW             |
| Turku          | 360 km     | WSW             |
| Vyborg         | 056 km     | SO              |

Lappeenranta verteilt sich über eine Fläche von 1756 km².

## Geschichte
Die Stadt wurde 1649 von der schwedischen Königin Christina I. gegründet. 1721 wurde sie Provinzhauptstadt. Als Grenzstadt zwischen Schweden, Finnen und Russen lange Zeit heftig umkämpft, kam sie zwanzig Jahre später im „Krieg der Hüte“ infolge der Schlacht bei Villmanstrand am 3. September 1741 (siehe Peter von Lacy und James Keith) unter russische Herrschaft.
Entwicklung der Einwohnerzahl (Bezug: 31. Dezember):
| - 1987 – 53.780 - 1990 – 54.941 - 1997 – 57.196 - 2000 – 58.041 - 2002 – 58.707 - 2003 – 58.897 | - 2004 – 58.982 - 2005 – 59.073 - 2006 – 59.811 - 2007 – 59.286 - 2008 – 59.659 |

Zum Jahresbeginn 2009 wurde die Nachbargemeinde Joutseno und 2010 die Gemeinde Ylämaa an Lappeenranta angeschlossen.

## Sehenswürdigkeiten
Zu den Sehenswürdigkeiten zählen das hölzerne Rathaus (1829) von Carl Ludwig Engel und die älteste griechisch-orthodoxe Kirche (1785) Finnlands. Der Wasserturm bietet einen guten Blick über die Stadt, ist allerdings momentan aufgrund gesundheitlicher Bedenken für die Öffentlichkeit geschlossen. Die größte Sehenswürdigkeit ist die Festung am Nordrand der Stadt.
35 km südlich von Lappeenranta liegt der kleine Ort Ylämaa mit dem Vorkommen des Edelsteins Spektrolith (im Gestein Anorthosit), der dort auch verarbeitet wird.

## Wirtschaft
Von großer Bedeutung ist der grenzüberschreitende Handel; zahlreiche Russen pflegen in Lappeenranta einzukaufen. Hauptsächlich kaufen diese Käse, Fisch und Waschmittel ein. Die wichtigsten Industriezweige sind die Holzverarbeitung und der Maschinenbau. In Lappeenranta befindet sich das Papierwerk UPM Kaukas und eine Bioraffinerie des UPM-Kymmene-Konzerns. Der Flughafen Lappeenranta befindet sich 2 km westlich der Stadt.
Lappeenranta ist Sitz einer 1969 gegründeten Technischen Universität mit ca. 5700 Studenten und 980 Mitarbeitern.

## Verkehr
Die Stadt liegt an der Via Karelia, die die gesamte ostfinnische Grenze zu Russland von Vaalimaa im Süden bis Nellim im Norden entlangführt.

## Sport
Saimaan Pallo ist ein 1948 gegründeter Eishockeyverein in der Stadt. Die Mannschaft spielt in der ersten Liga und trägt ihre Heimspiele in der Halle Kisapuisto aus. Der Verein Lappeenrannan NMKY wurde 2005 und 2006 finnischer Meister im Basketball.
Lappeenranta trug 2004 und 2014 die Bandy-Weltmeisterschaft der Damen aus.

## Sonstiges
Lappeenranta ist der Schauplatz der finnischen Krimiserie Bordertown aus dem Jahr 2016.

## Partnerstädte
Lappeenranta unterhält Städtepartnerschaften mit folgenden Städten:
| - Kolding, Dänemark - Schwäbisch Hall, Baden-Württemberg - Rakvere, Estland - Szombathely, Ungarn - Stykkishólmur, Island | - Drammen, Norwegen - Klin, Russland - Örebro, Schweden - Lake Worth, Florida, USA |

## Söhne und Töchter der Stadt
- Onni Talas (1877–1958), Diplomat und Politiker
- Väinö Muinonen (1898–1978), Langstreckenläufer
- Matti Lehtinen (1922–2022), Opernsänger
- Heikki Hietamies (* 1933), Schriftsteller, Journalist, Moderator und Komiker
- Arvi Lind (* 1940), Journalist und Nachrichtensprecher
- Jukka Paarma (* 1942), Geistlicher
- Eeva Litmanen (* 1944), Schauspielerin
- Pave Maijanen (1950–2021), Musiker
- Irja Askola (* 1952), Geistliche
- Timo Kivinen (* 1959), General, seit 2019 Verteidigungschef
- Petri Skriko (* 1962), Eishockeyspieler und -trainer
- Christian Ruuttu (* 1964), Eishockeyspieler
- Vesa Viitakoski (* 1971), Eishockeyspieler und -trainer
- Antti Aalto (* 1975), Eishockeyspieler
- Minna Nieminen (* 1976), Ruderin
- Pasi Häkkinen (* 1977), Eishockeytorwart
- Miikka Multaharju (* 1977), Fußballspieler
- Markku Laakso (* 1978), Dirigent
- Mikko Jokela (* 1980), Eishockeyspieler
- Hanna Pakarinen (* 1981), Popsängerin
- Ville Hostikka (* 1985), Eishockeytorwart
- Simo Lipsanen (* 1995), Dreispringer
- Kristiina Halonen (* 1997), Leichtathletin
- Moona Korkealaakso (* 2002), Leichtathletin
- Kasperi Vehmaa (* 2005), Weitspringer

## Klimatabelle
|                       | Jan   | Feb   | Mär  | Apr  | Mai  | Jun  | Jul  | Aug  | Sep  | Okt | Nov  | Dez  |   |      |
| Mittl. Tagesmax. (°C) | −6,5  | −5,7  | −0,2 | 6,4  | 14,8 | 19,7 | 21,3 | 19,1 | 13,0 | 6,9 | 0,8  | −3,6 | ⌀ | 7,2  |
| Mittl. Tagesmin. (°C) | −12,7 | −12,2 | −7,5 | −1,6 | 4,6  | 9,8  | 12,1 | 10,9 | 6,3  | 1,6 | −3,4 | −9,3 | ⌀ | −0,1 |
|                       |       |       |      |      |      |      |      |      |      |     |      |      |   |      |
| Niederschlag (mm)     | 37    | 29    | 33   | 31   | 31   | 50   | 67   | 82   | 71   | 64  | 58   | 50   | Σ | 603  |
|                       |       |       |      |      |      |      |      |      |      |     |      |      |   |      |
| Sonnenstunden (h/d)   | 1,1   | 2,6   | 4,3  | 6,0  | 8,5  | 8,9  | 8,4  | 6,7  | 4,1  | 2,3 | 0,8  | 0,6  | ⌀ | 4,5  |
|                       |       |       |      |      |      |      |      |      |      |     |      |      |   |      |
| Regentage (d)         | 10    | 8     | 8    | 7    | 7    | 8    | 10   | 12   | 11   | 12  | 13   | 12   | Σ | 118  |
|                       |       |       |      |      |      |      |      |      |      |     |      |      |   |      |
| Luftfeuchtigkeit (%)  | 88    | 87    | 82   | 73   | 64   | 65   | 70   | 77   | 84   | 87  | 91   | 90   | ⌀ | 79,8 |

| −12,7 |

| −12,2 |

| −7,5 |

| −1,6 |

| 4,6 |

| 9,8 |

| 12,1 |

| 10,9 |

| 6,3 |

| 1,6 |

| −3,4 |

| −9,3 |

| −12,7 |

| −12,2 |

| −7,5 |

| −1,6 |

| 4,6 |

| 9,8 |

| 12,1 |

| 10,9 |

| 6,3 |

| 1,6 |

| −3,4 |

| −9,3 |